# 6933 Azumayasan
6933 Azumayasan (1994 YW) là một tiểu hành tinh vành đai chính được phát hiện ngày 28 tháng 12 năm 1994 bởi T. Kobayashi ở Oizumi.